# Музикант (фільм, 1992)
«Музикант» (ісп. El Mariachi) — бойовик з елементами вестерну режисера і продюсера Роберта Родрігеса, що вийшов на екрани у 1992 році та приніс йому першу славу. Перший фільм «Мексиканської трилогії» Родрігеса, що продовжилася в 1995 році фільмом «Відчайдушний» і завершилася у 2003 році фільмом «Одного разу в Мексиці».
Світова прем'єра картини відбулася на Telluride Film Festival, Колорадо, США, вересень 1992 р.

## Сюжет
Бідний музикант приїжджає в невелике мексиканське містечко в надії спробувати щастя, не підозрюючи, що опиниться в справжньому пеклі. Його помилково приймають за жорстокого вбивцю, і найманці місцевого наркобарона починають за ним полювання.
Щоб врятуватися, замість гітари він змушений взяти в руки зброю. Незабаром численні переслідувачі почують нову музику у виконанні розпачливого віртуоза — музику пострілів. Тепер він буде грати їхніми життями.

## Ролі
| Актор           | Роль                  |
| --------------- | --------------------- |
| Карлос Гальярдо | Ель-Маріачі, Музикант |
| Консуело Гомес  | Доміно                |
| Пітер Марквардт | Маурісіо              |
| Рейнол Мартінес | Азул                  |

## Нагороди й номінації[1]

### Нагороди
- 1993 — нагорода «Приз глядацьких симпатій» кінофестивалю «Санденс»
- 1993 — нагорода «Найкращий іноземний фільм» Національної ради кінокритиків США
- 1994 — нагорода «Приз глядацьких симпатій» Довільського кінофестивалю (Deauville Film Festival)
- 1994 — Роберт Родрігес та Карлос Гальярдо отримали нагороду кінопремії «Незалежний дух» в номінації «Найкращий дебютний фільм»
- 1994 — лауреат премії латиноамериканських критиків в області розваг (Premios ACE) в номінації «Найкращий дебютний фільм».
- У 2011 році фільм було внесено у Національний реєстр фільмів.[2]

### Номінації
- 1993 — «Гранд журі приз» кінофестивалю «Санденс»
- 1994 — премії Сатурн у номінації «Найкращий відеореліз»
- 1994 — Роберт Родрігес номінований на нагороду кінопремії «Незалежний дух» в номінації «Найкращий режисер»

## Цікавинки
- Гроші на виробництво Родрігес отримав, беручи участь як піддослідний у лабораторних дослідах з медикаментами для зниження холестерину. Сценарій він писав також замкненим у лабораторії.[3]
- Спочатку фільм повинен був відразу вийти на відео.
- У своїй книзі «Бунтар без команди» (Rebel Without a Crew) Родрігес пояснює, що більшість специфічних імен бандитів з фільму замислювалися як жарт: це — клички персонажів у дитинстві, але їх як і раніше продовжують називати точно також, бо ніхто з них так і не подорослішав. На іспанському «Ла Пальма» означає «пальма», «Азул» — «синій», «Пепіно» — «огірок», «Моко» — «комашка».